# Landvogtei Wertheim
Die Landvogtei Wertheim war eine während der napoleonischen Zeit von 1807 bis 1810 bestehende Verwaltungseinheit im Norden des Großherzogtums Baden.

## Geschichte

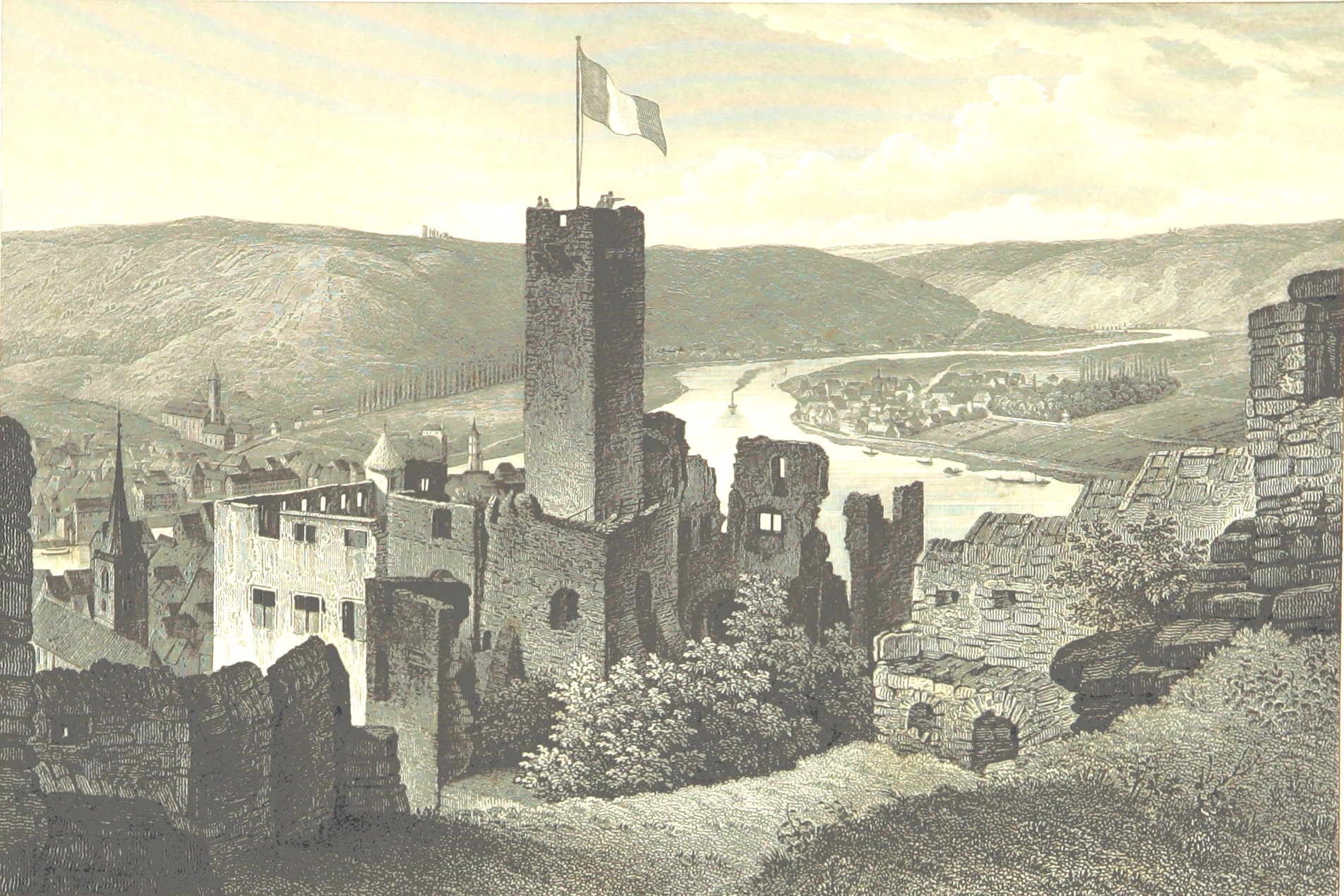
Burg Wertheim 1847

Mit der Umsetzung der Rheinbundakte 1806 gerieten in einem breiten Streifen zwischen Neckar und Main  Gebiete der reichsfürstlichen Häuser Leiningen, Salm und Wertheim unter badische Landeshoheit. Im Sommer 1807 wurden sie in 19 standesherrliche Ämter untergliedert. Ebenfalls mediatisiert wurden die reichsritterschaftlichen Orte.
Im Dezember 1807 wurde die leiningschen Ämter in kleinere sogenannte Justizämter aufgeteilt, zugleich entstanden drei Landvogteien als landesherrliche Oberbehörde, denen die Ämter und außerdem die ritterschaftlichen sowie weitere Orte, in denen geteilte grundherrschaftliche Rechte bestanden, unmittelbar untergeordnet wurden. Die in Wertheim ansässige Landvogtei wurde zuständig für die Ämter Wertheim, Freudenberg, Rothenfels, Bronnbach, Tauberbischofsheim, Lauda, Külsheim und Grünsfeld, sowie für die Orte Messelhausen, Morstatt, Hofstetten, Ober- und Unterbalbach, Edelfingen, Gissigheim, Gamburg, Eilenschieben und Beyerthaler Hof. Die Leitung als Obervogt wurde dem löwensteinischen Regierungspräsidenten Johann Philipp von Hinckeldey übertragen. Im Rahmen der Verwaltungsgliederung Badens zählte die Landvogtei zur Provinz des Unterrheins oder der Badischen Pfalzgrafschaft.
Ende 1809 wurde in Baden mit dem Novemberedikt eine Vereinheitlichung der Verwaltungsstrukturen verkündet. Mit Wirksamkeit 1810 traten an die Stelle der drei Provinzen zehn Kreise, die landesweit als Mittelbehörde oberhalb der Ämter fungierten. Aus der Landvogtei Wertheim, der Landvogtei Miltenberg, und dem Bezirksamt Buchen von der Landvogtei Mosbach entstand der Main- und Tauberkreis.